# Rana graeca
La Rana graeca és una espècie d'amfibi anur de la família Ranidae. És endèmica de la zona dels Balcans i Grècia.

## Descripció
És una granota de color habitualment marró amb un morro relativament curt i arrodonit, tot i que també pot ser gris, vermellós, groguenc o color verd oliva. Acostuma a tenir taques de color marró fosc. Existeixen individus amb taques grans i brillants semblant a fongs a la seva esquena. El seu cos és relativament ample i pla. Els individus arriben a una longitud de 70 a 80 mm. La pupil·la dels seus ulls és horitzontal. El seu timpà es difícil de localitzar i mesura aproximadament 3/5 parts de la mesura de l'ull. El seu coll té una pigmentació fosca amb una característica ratlla brillant. El seu abdomen és blanquinós i la majoria dels mascles es tornen de color marró-negre en l'època d'aparellament.

## Distribució i hàbitat
L'espècie es distribueix en varis països d'Europa: Grècia, sud-oest de Bòsnia i Hercegovina, Montenegro, Sèrbia, Kosovo, Albània, Macedònia del Nord i el sud-oest de Bulgària. El clima és important en la seva distribució, ja que prefereix zones relativament fredes i humides, evitant zones amb hiverns durs i llargs, això com zones seques i caloroses. Els hàbitats preferits de l'espècie són rierols clars, deus i petits rius amb aigua corrent durant tot l'any i localitzats principalment en boscos caducifolis i mixtes, tot i que també se'n troben exemplars en valls muntanyoses. S'acostuma a trobar prop de l'aigua durant tot l'any i rarament se n'allunya. A Grècia es troba en altituds entre els 240 i els 1.400 metres, a Bulgària entre els 280 i els 1.150 metres i a la resta de països, entre els 200 i els 2.000 metres. Rarament arriben a viure a nivell de mar.

## Reproducció
Aquesta espècie només té un període reproductiu a l'any. Aquest període comença poc després de la hibernació al febrer i acaba a l'abril. El mascles criden a les femelles, habitualment de nit, des de sota l'aigua o bé per sobre i s'agrupen en llocs propers a la vora de l'aigua. Acostumen a aparellar-se en esquerdes fosques o a sota d'arrels i pedres. L'amplexus dura al voltant de 48 hores. Les masses d'ous es fixen al sostre d'alguna cavitat del riu. La massa dels ous pot contenir entre 200 i 2.000 ous, amb un diàmetre d'entre 2 i 3,5 mm cada un. Els ous estan protegits per una capa gelatinosa d'entre 4 i 7 mm. Les larves sortides dels ous mesuren un 9 mm i creixen fins als 45 mm en 2 o 3 mesos, tot i que les baixes temperatures poden fer que el seu desenvolupament sigui més lent. La maduresa sexual de l'espècie arriba després de la tercera hibernació.

## Conservació
L'espècie no està directament en perill, tot i això, la destrucció del seu hàbitat causada pels incendis forestals i els efectes del drenatge poden portar a una disminució severa de les poblacions de l'espècie. El perill ha estat més evident a Grècia els últims anys, on les dimensions d'ambdós problemes està augmentant contínuament.